# Eurocup Mégane Trophy
De Eurocup Mégane Trophy is een touringcar-kampioenschap in Europa. De races worden verreden in het voorprogramma van de World Series by Renault. Alle deelnemende teams maken gebruik van een Renault Mégane.

## De auto
De Renault Mégane waarmee geracet wordt is aan de buitenkant aangepast door een spoiler en een bodykit toe te passen. Onder de kap ligt een 330 pk 3498cc (3.5L) V6 Renault V4Y motor. Er wordt gebruikgemaakt van Michelin banden op Fondmetal velgen, waarvan de voorwielen smaller zijn dan de achterwielen. Om te remmen worden AP Racing remmen gebruikt met een koolstof remschijf. De auto weegt (zonder inzittende) 900 kg en kost ongeveer €120.000 (exclusief btw).

## Kampioenen
| Jaar | Coureur          | Banden     | Team               |
| ---- | ---------------- | ---------- | ------------------ |
| 2005 | Jan Heylen       | M Michelin | Racing for Belgium |
| 2006 | Jaap van Lagen   | M Michelin | Equipe Verschuur   |
| 2007 | Pedro Petiz      | M Michelin | Tech 1 Racing      |
| 2008 | Michaël Rossi    | M Michelin | TDS Racing         |
| 2009 | Mike Verschuur   | M Michelin | Equipe Verschuur   |
| 2010 | Nick Catsburg    | M Michelin | TDS Racing         |
| 2011 | Stefano Comini   | M Michelin | Oregon Team        |
| 2012 | Albert Costa     | M Michelin | Oregon Team        |
| 2013 | Mirko Bortolotti | M Michelin | Oregon Team        |